# Jay Andrijic
Jay Andrijic (ur. 3 października 1995 w Sydney) – australijski tenisista, triumfator Australian Open 2013 w grze podwójnej chłopców.
Najwyżej sklasyfikowany w rankingu ATP w singlu był na 1349. miejscu (29 kwietnia 2013), a w deblu na 579. pozycji (27 maja 2013).

## Kariera juniorska
W 2013 roku zwyciężył w juniorskich zawodach gry podwójnej podczas wielkoszlemowego Australian Open. Jego partnerem był Bradley Mousley. W meczu finałowym debel pokonał Maximiliana Marterera i Lucasa Miedlera z wynikiem 6:3, 7:6(3).

### Historia występów w juniorskim Wielkim Szlemie w singlu
| Turniej         | 2010 | 2011 | 2012 | 2013 |
| --------------- | ---- | ---- | ---- | ---- |
| Australian Open | 1R   | A    | 1R   | 1R   |
| French Open     | A    | A    | A    | 1R   |
| Wimbledon       | A    | A    | 1Q   | 1R   |
| US Open         | A    | A    | A    | A    |

### Historia występów w juniorskim Wielkim Szlemie w deblu
| Turniej         | 2010 | 2011 | 2012 | 2013 |
| --------------- | ---- | ---- | ---- | ---- |
| Australian Open | A    | A    | 1R   | W    |
| French Open     | A    | A    | A    | 1R   |
| Wimbledon       | A    | A    | 2R   | QF   |
| US Open         | A    | A    | A    | A    |

### Statystyki

#### Finały juniorskich turniejów wielkoszlemowych

##### Gra podwójna (1–0)
| Legenda               |
| Australian Open (1–0) |
| French Open (0–0)     |
| Wimbledon (0–0)       |
| US Open (0–0)         |

| Wygrane według nawierzchni |
| Twarda (1–0)               |
| Ceglana (0–0)              |
| Trawiasta (0–0)            |
| Dywanowa (0–0)             |

| Końcowy wynik | Rok  | Turniej         | Nawierzchnia | Partner         | Przeciwnicy                       | Wynik finału |
| Zwycięzca     | 2013 | Australian Open | Twarda       | Bradley Mousley | Maximilian Marterer Lucas Miedler | 6:3, 7:6(3)  |